# Rhona Ottolina
Rhona Carolina Ottolina Lozada (15 de septiembre de 1955[cita requerida]-Miami, Estados Unidos, 30 de junio de 2017) fue una política venezolana. Ottolina sirvió como diputada a la Cámara de Diputados de Venezuela y fue candidata presidencial en 1993.

## Biografía
En 1974 Ottolina tuvo un accidente después de lanzarse de clavado sobre la parte llana de una piscina semivacía, ocasionando que su médula espinal se le partiera en dos y dejándola en silla de ruedas por gran parte de su vida. El 20 de noviembre de 1969, Rhona es secuestrada junto con su hermana, Rina, en Caracas, causando un gran impacto mediático en el país. El secuestro duró aproximadamente doce horas; luego del secuestro, su padre Renny Ottolina toma la decisión de sacar a su familia del país y residenciarla en Estados Unidos.
Rhona fundó el partido «Fórmula 1» (tras una escisión del MIN, partido fundado por su padre) y fue diputada a la Cámara de Diputados de Venezuela entre 1989 y 1994. Posteriormente se postuló a las elecciones presidenciales de 1993 por el período 1994-1999, donde Rafael Caldera resultó electo. En abril de 2017, residiendo en Miami, Estados Unidos, fue operada de cáncer de estómago. El 30 de junio falleció como consecuencia del cáncer.
Entre 1990 y 1993 presentaba varios micros en el canal Televen bajo el nombre Rhona Ottolina en Televen.

## Vida personal
Rhona era hija del presentador de televisión Renny Ottolina.